# Franklin Hobbs
Franklin Warren Hobbs, IV (født 30. juli 1947 i Manchester, New Hampshire, USA) er en amerikansk tidligere roer, bror til Bill Hobbs.
Hobbs var med i USA's otter, der vandt sølv ved OL 1972 i München. Amerikanerne blev i finalen kun besejret af guldvinderne fra New Zealand, mens bronzemedaljen gik til Østtyskland. Den øvrige besætning i amerikanernes båd var hans lillebror Bill Hobbs, samt Lawrence Terry, Pete Raymond, Tim Mickelson, Gene Clapp, Cleve Livingston, Mike Livingston og styrmand Paul Hoffman. Han deltog også ved OL 1968 i Mexico City, hvor amerikanerne sluttede på sjettepladsen.
Hobbs vandt også en sølvmedalje i otter ved EM i 1967.
Hobbs var, ligesom flere andre medlemmer af den amerikanske otter ved OL 1972, studerende på Harvard University.

## OL-medaljer
- 1972:  Sølv i otter